# محمد السعدي (ممثل)
محمد السعدي (Mohamed Al-Saadi) (وُلد في 2 أكتوبر 1977) هو ممثل ومخرج إماراتي. بدأ مسيرته الفنية في عام 1998 بالمسرح، وشارك في عدد من الأعمال السينمائية والتلفزيونية.

## النشأة
بدأ السعدي مسيرته الفنية كممثل في المسرح، حيث كانت مشاركته الأولى في مسرحية الأشجار لا تموت عام 1998، وهي من تأليف محمود دياب وإخراج عبدالله بن لندن.   في الدراما التلفزيونية، كانت أولى مشاركاته كممثل في مسلسل أحوال سنة 2003، من إخراج هاني الشيباني. 
قام بإخراج عدد من الأعمال المسرحية أبرزها مسرحية محو وديمة عام 2011 من تأليف علي جمال.  كما قام بإخراج الأفلام التالية:
يا عيني (2006) 
محفوظ (2009) 
After Party (2010)
السهيلي (2011)
حبتين ضياع (2011)  
الحفرة (2018) 
مسلسل فريج 10 نجوم  

## أعمالهكممثل
مسرحية دمية الاسكافي
مسرحية أنا والسندريلا
مسرحية كوكو يا ثعلوب 
مسلسل ريح الشمال (الجزء الثاني والثالث)
مسلسل صالح النية
مسرحية الأشجار لا تموت (1991) 
مسرحية راح ملح (2010)
مسلسل أحوال (2003) 
جمعة والبحر (2004) 
ذات ليلة (2008) 
مع الحب والتحية (2008) 
عيدية ميثا (2009) 
The Lost Girl (2009) 
مسلسل عجيب غريب
مسلسل فريج 10 نجوم  
مسرحية مجاريح (2019)
فيلم محفوظ (2009) 
فيلم المفتاح (2016) - ممثل، منتج 
الفائزون (برنامج درامي)
يامن هواه (مسلسل)
طاش ما طاش ج18: حلقة شيك في شيك (مسلسل)
نوح الحمام (مسلسل)